# Graforréia Xilarmônica
Graforréia Xilarmônica é uma banda brasileira de rock alternativo formada em 1987, em Porto Alegre, inspirada na Jovem Guarda e nos grupos estrangeiros dos anos 60. A banda criou um som bem humorado, divertido e despreocupado, com alguns toques de música nativista do Rio Grande do Sul. É considerada uma das principais bandas cult do Brasil.

## História
O nome da banda foi escolhido de maneira aleatória pelos integrantes: certa vez reuniram-se e decidiram fazer a escolha do nome através de um dicionário. Cada um deveria abri-lo em uma página qualquer e escolher a palavra mais estranha dentre as que estivessem na página. Após algumas sugestões, foi escolhido o nome Graforréia Xilarmônica. O primeiro show aconteceu em 1987 em Capão Novo. No mesmo ano estrearam em Porto Alegre em show no Auditório Tasso Corrêa, do Instituto de Artes da UFRGS, e gravaram sua primeira canção, "Colégio Interno", que foi incluída na trilha sonora do filme O Mentiroso, dirigido por Werner Schünemann.
Nos primeiros anos a atividade foi muito irregular. A despeito de logo se formar um fã clube, faziam poucos shows, a formação se alterava frequentemente e não havia um projeto definido de carreira. Parte disso se devia a atividades paralelas dos integrantes, que consumiam tempo e energia. Começaram a ficar mais conhecidos em 1988, quando lançaram uma fita demo, Com Amor, Muito Carinho. Em 1992 fizeram os primeiros shows fora do estado, em Curitiba, tocaram na inauguração do bar Garagem Hermética de Porto Alegre, tiveram duas canções, "Buda Baby" e "Eu", incluídas na coletânea A Vez do Brasil, e em 1993 participaram da coletânea A Música de Porto Alegre: Rock, lançada pela Secretaria Municipal de Cultura de Porto Alegre. Neste período a canção "Eu" teve grande divulgação nas rádios locais, e a banda passou a tocar covers de outras bandas junto com composições próprias.

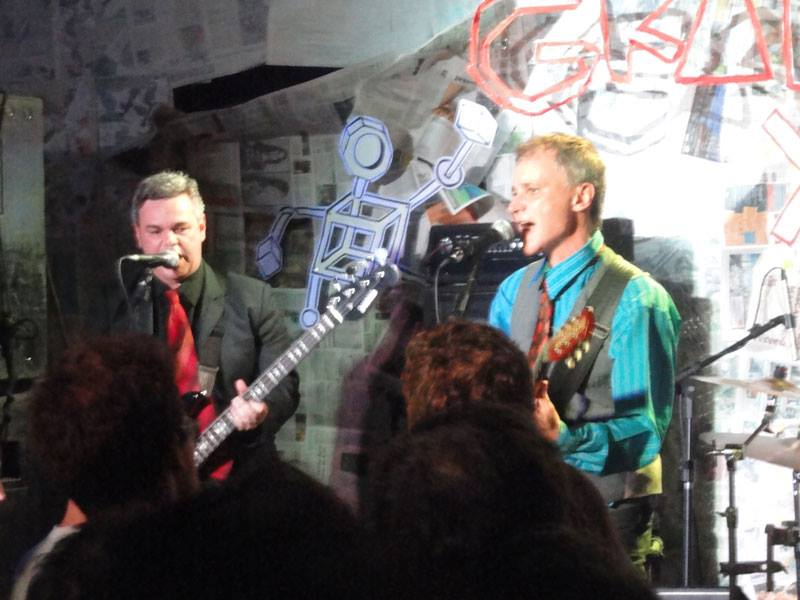
Frank Jorge e Marcelo Birck.

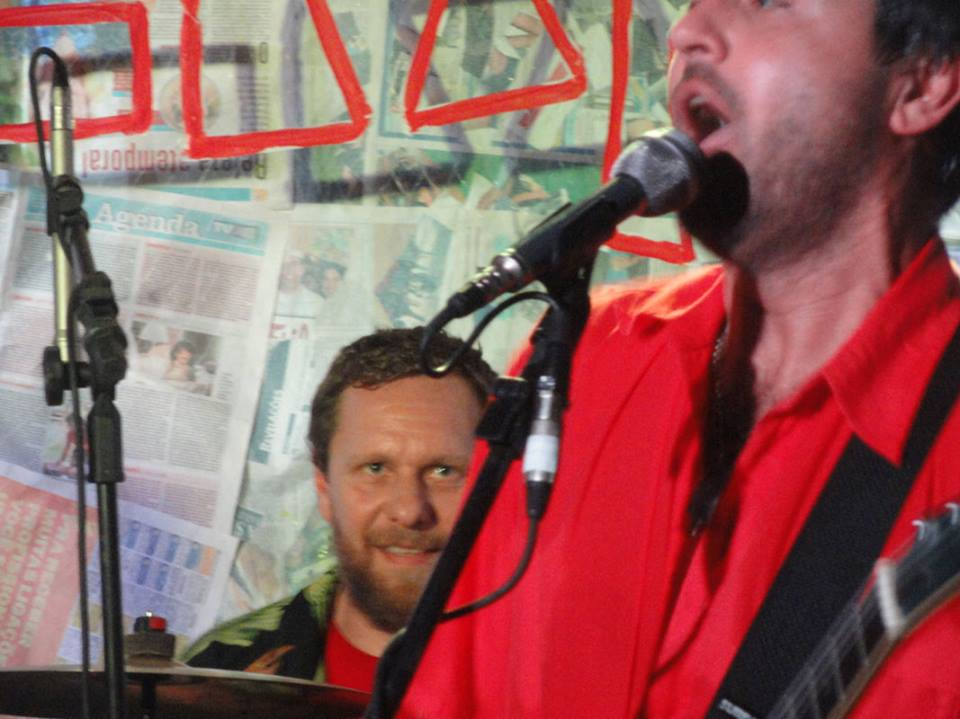
Alexandre Birck e Carlo Pianta.

A inesperada popularização da banda acabou levando a um contrato com o selo Banguela Records para a gravação em 1995 do primeiro CD, Coisa de Louco II, a partir do qual foi criado um videoclipe da canção "Você Foi Embora", que teve boa repercussão na MTV Brasil. Nesse disco encontram-se alguns dos maiores sucessos do conjunto, como "Bagaceiro Chinelão" e "Amigo Punk". Para divulgar o disco fizeram uma turnê por várias cidades do estado, com excelente receptividade. Em 1997 lançaram a segunda fita demo, The Best of Graforréia, e iniciaram as gravações para um segundo CD, intitulado Chapinhas de Ouro, lançado em 1998, com destaque para as canções "Colégio Interno" e "Eu". Seu público aumentava, mas a divulgação das fitas e discos ocorria de maneira informal, e os shows continuam em um ritmo irregular.
Em janeiro de 2000 a banda declarou em um show no Bar Ocidente em Porto Alegre que aquela seria a sua última apresentação. Segundo Frank Jorge, "ela deveria ser conhecida, mas morreu na casca", lamentando o término da banda. Mas Diego Medina, do Video Hits, disse que esse desconhecimento era relativo: "A Graforréia Xilarmônica foi a grande inspiradora do novo rock de Porto Alegre", mas concordou que ela deixou saudades: "Quando ela acabou, deixou muita gente órfã". Por outro lado, o fim da banda estimulou a formação de uma aura de banda cult, aumentando exponencialmente seu fã-clube.
Mas a paralisação das atividades não foi total. Em 2001 foram convidados para uma apresentação no Festival Upload no SESC Pompeia em São Paulo; entre 2001 e 2003 fizeram um show no fim de cada ano em Porto Alegre, em 2003 tiveram uma canção incluída na coletânea A Vez do Brasil, e em 2004 fizeram uma aparição especial na programação de inauguração do Teatro Odisseia no Rio de Janeiro. Em 2005 a banda foi reativada "oficialmente" e foi gravado um CD ao vivo, lançado em 2006 em Porto Alegre. Neste período fizeram apresentações no Rio de Janeiro (Festival Ruído), Cuiabá (Festival Calango) São Paulo, Curitiba e Novo Hamburgo, entre outros locais. Em 2007 foram incluídos na lista das dez bandas mais destacadas do ano pelo jornalista José Flávio Junior, da revista Bravo! 
Depois ocorreu um novo recesso, interrompido em 2011 para o festival Morrostock, voltando ao circuito de shows e gravações. Uma apresentação em 2012 no bar Opinião, onde foi gravado material para um DVD, marcou o retorno da Graforréia e seus 25 anos de história. No mesmo ano fizeram uma apresentação no festival Lollapalooza de São Paulo, e passaram por Chapecó, Curitiba, Caxias do Sul, Nova Prata e Pelotas, entre outras cidades.

### Estilo musical e impacto

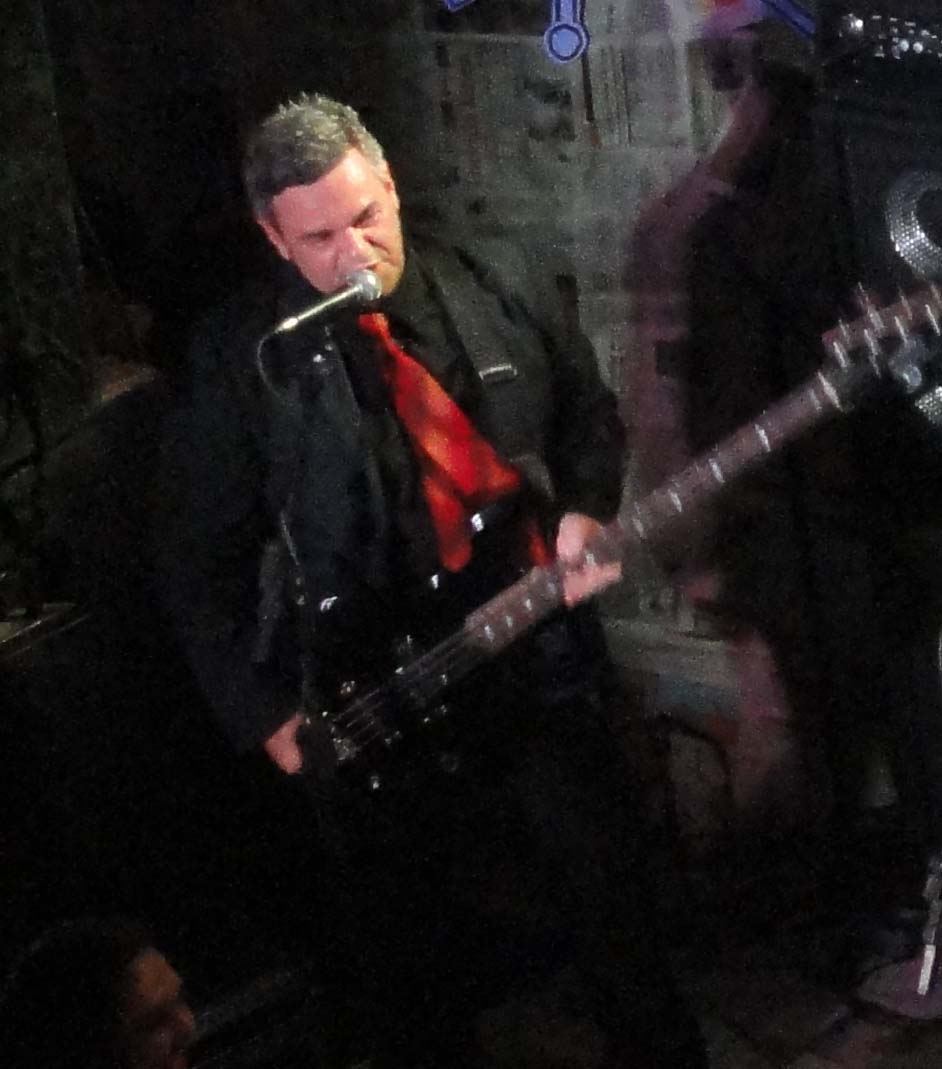
Frank Jorge

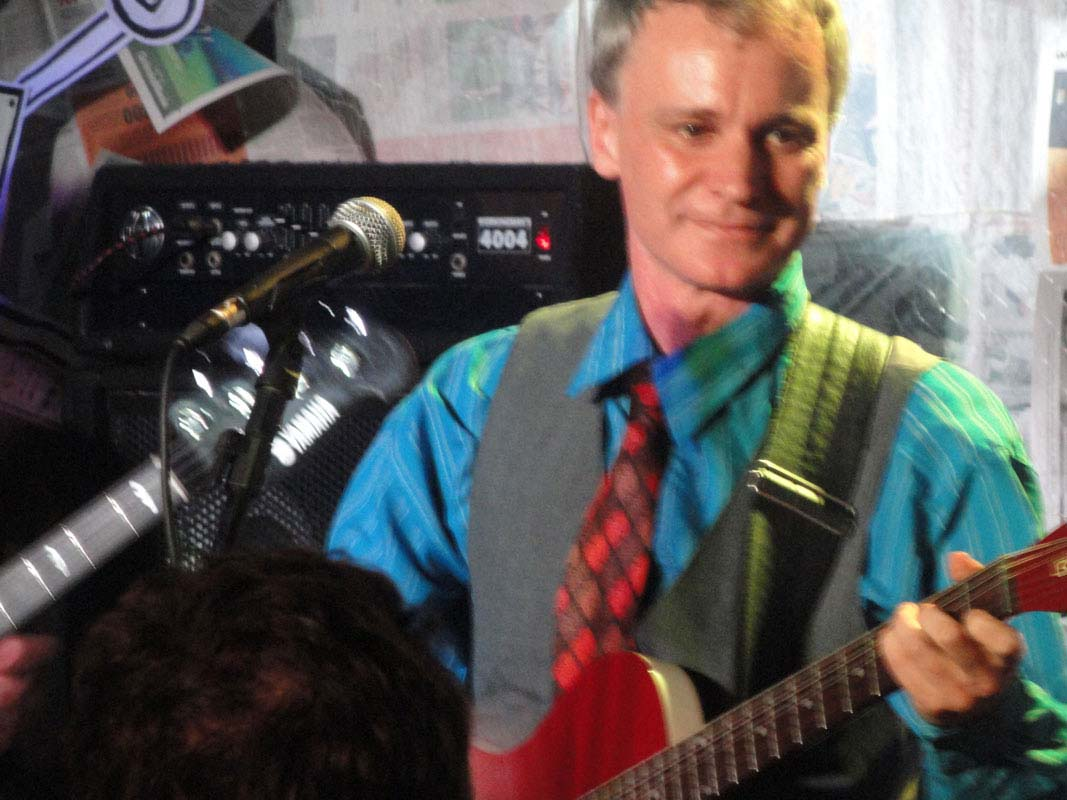
Marcelo Birck

Amigos de infância, Frank Jorge e Marcelo Birck começaram na banda Prisão de Ventre, que durou de 1982 a 1985 e misturava Jovem Guarda, New Wave e influências de Arrigo Barnabé. Quando começaram a Graforréia, com o baterista Alexandre Birck e o guitarrista Marcelo Birck, eles de certa forma retomaram o espírito da Prisão de Ventre: "Nossa intenção era misturar a comunicação direta da Jovem Guarda, do Brega e do rock dos anos 60 com a pesquisa da música de vanguarda", conta Marcelo Birck. Algum tempo depois, Marcelo saiu da banda e ela continuou com Carlo Pianta (ex-DeFalla) na guitarra. Marcelo permaneceu ligado ao grupo como compositor, enfatizando as associações do trabalho com a Jovem Guarda.
Alexandre Birck faz uma comparação entre ele e Frank: "Talvez o Frank seja o compositor mais na linha canção Jovem Guarda. Eu sou mais ácido nos meus comentários". Já segundo o baixista, "não éramos publicitários querendo fazer uma banda engraçadinha. E tínhamos uma maneira própria de buscar a brasilidade (com elementos de música regional gaúcha, como pode-se conferir em canções como "Benga Minueto", de Chapinhas de Ouro e "Amigo Punk", de Coisa de Louco II)."
O rock gaúcho, centrado em Porto Alegre, sempre enfrentou dificuldades para se firmar nacionalmente, produzido em um centro regional importante, mas periférico em relação aos grandes mercados do Rio e São Paulo, e muitas vezes foi objeto de preconceitos. No caso da Graforréia, com suas características peculiares, identificadas como uma tendência ao humor, à paródia, ao nonsense, ao uso de piadas e regionalismos de difícil compreensão por forasteiros, e uma ligação com a chamada "estética da chinelagem", a situação se torna ainda mais complexa, sendo fatores relevantes para que nunca chegasse a alcançar um público realmente vasto nem pudesse entrar no mainstream, do qual ela se diferencia nitidamente.

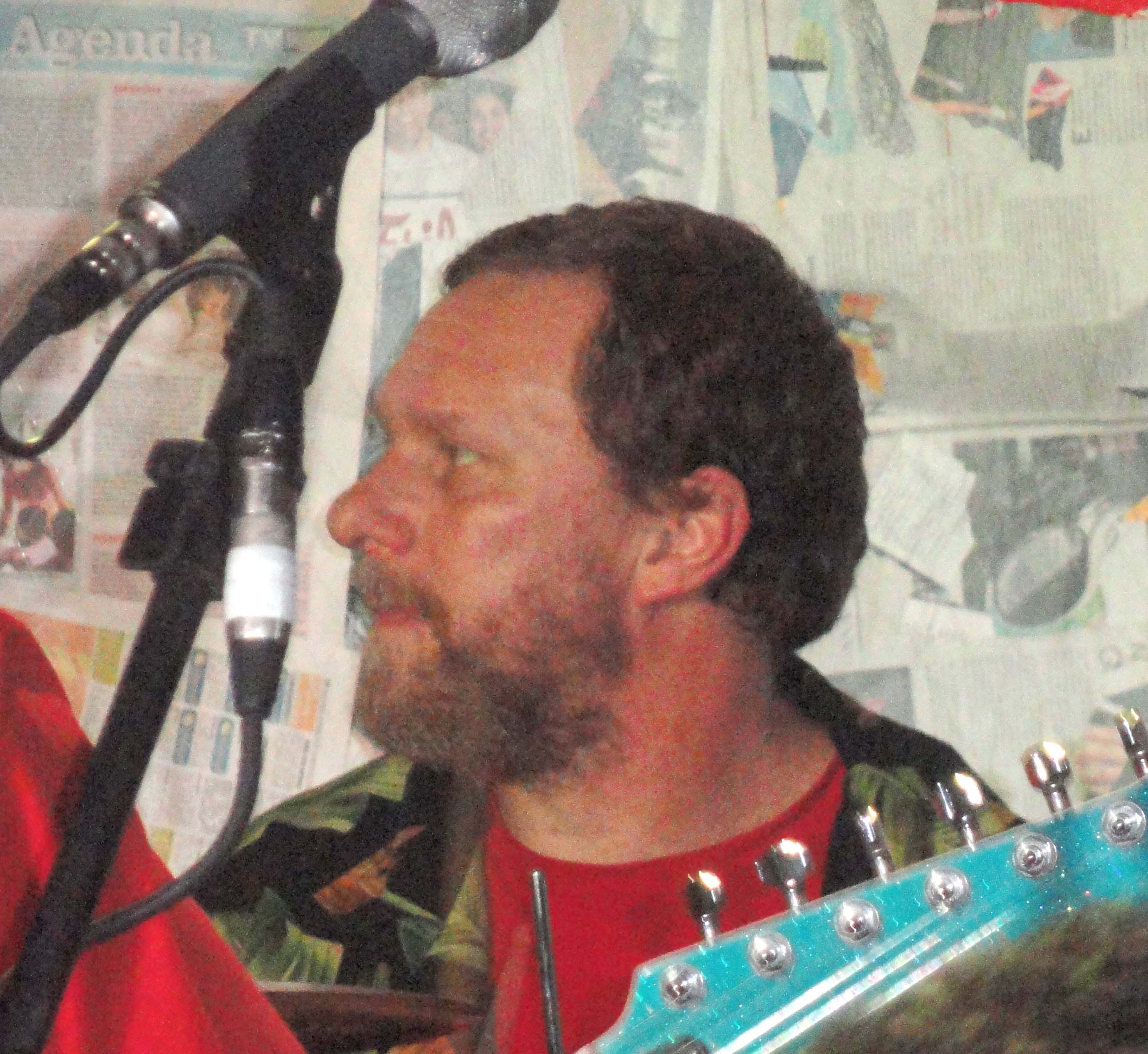
Alexandre Birck

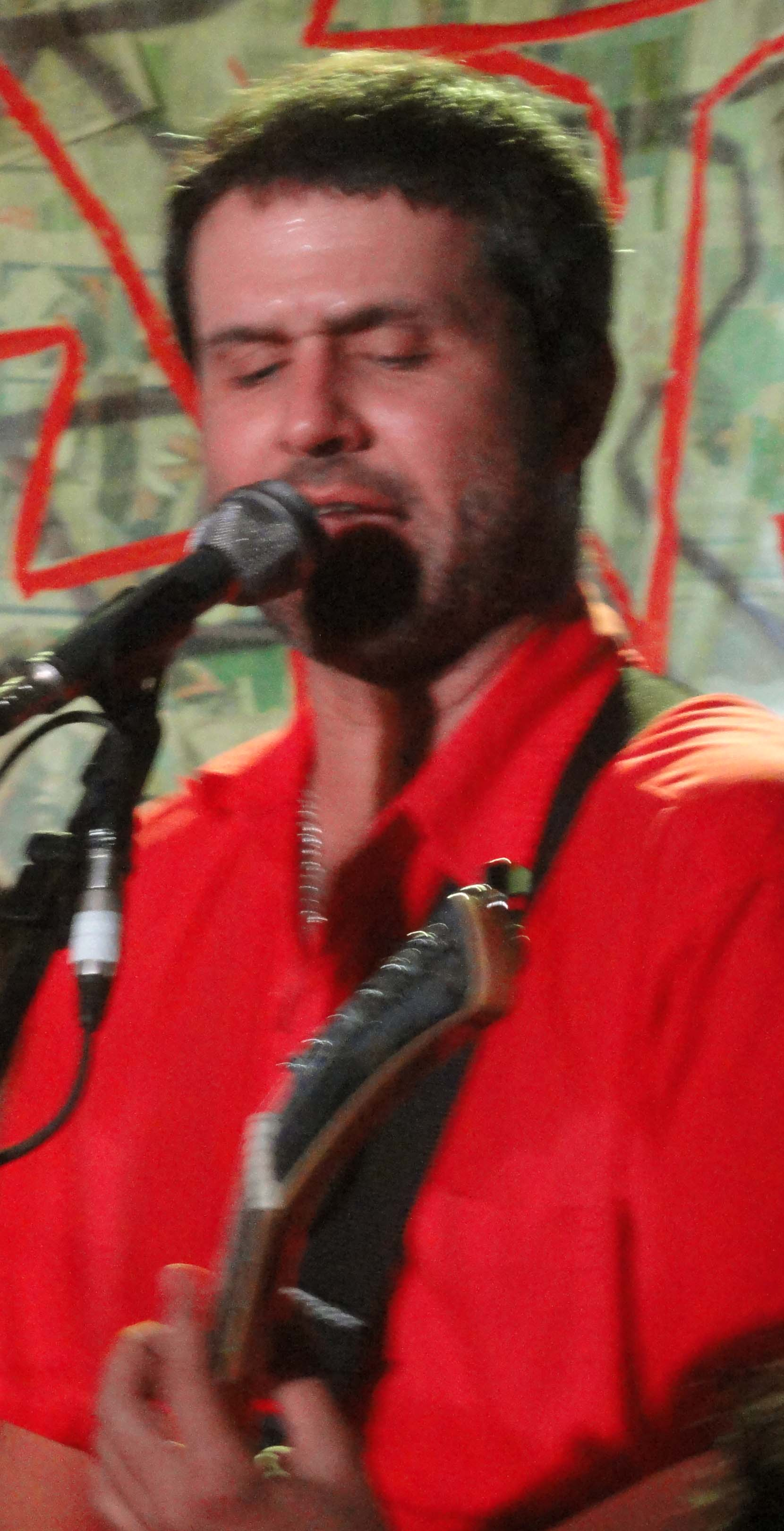
Carlo Pianta

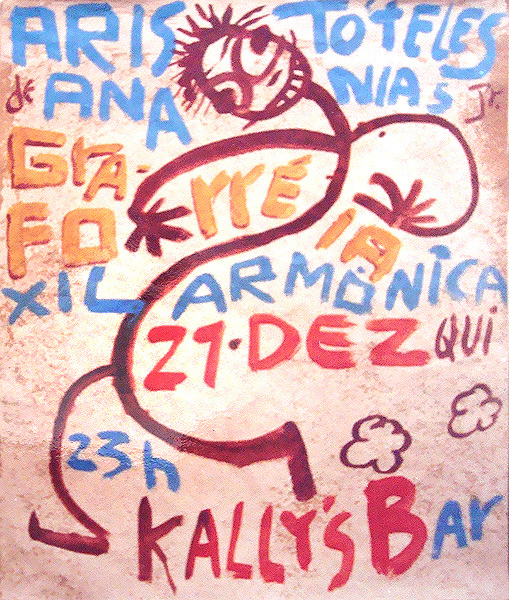
Um dos cartazes artesanais produzidos para um show conjunto da banda com a Aristóteles de Ananias Jr., no Kally's Bar, Porto Alegre.

Apesar desses impedimentos, a banda veio a se destacar no rock nacional pela sua originalidade, e no âmbito estadual são um grupo solidamente consagrado. Para André Forastieri, escrevendo na Folha de S.Paulo, entre as bandas do estado a Graforréia tem as melhores letras, onde são citadas referências de cinema, literatura, histórias em quadrinhos, desenhos animados e regionalismos diversos. Segundo Silvio Essinger, do CliqueMusic, eles estabeleceram um estilo influente: "Se hoje as bandas gaúchas tendem para um som com inspiração na Jovem Guarda e no rock dos anos 60, mas com letras que refletem uma visão irônica da vida (uma visão bem gaúcha, diga-se de passagem), isso se deve à banda fundada em 1987 por Frank Jorge e Marcelo Birck. [...] A Graforréia é um dos melhores exemplos do que é ser uma banda de rock cult no Brasil". Bruno Maia, do Overmundo, também reforça esse conceito: "O trio gaúcho é um dos grupos mais cultuados do rock brasileiro sem que se saiba ao certo a razão disso. Não, eles nunca foram super-astros de vender milhões. Sim, eles já lançaram disco com apoio de grande gravadora, mas que ninguém comprou. Não, eles não fazem milhões de shows por ano, como um Carbona da vida. Sim, eles têm quase vinte anos de carreira. Definitivamente, é um fenômeno esquisito. A única certeza sobre esses gaúchos é que a música deles é muito mais interessante do que a média do rock nacional. Ponto". O ex-diretor do Banguela Records, Carlos Eduardo Miranda, deixou outro testemunho significativo: "A Graforréia pra mim era um ponto de honra. Porque eu considerava eles uma banda que vislumbrava muito do futuro, eu sempre gostei muito deles. Quando tive oportunidade, chamei eles pro selo, os Titãs gostaram, viram que era uma banda muito especial. Era uma banda que eu sabia que não ia ter um estouro imediato, até porque as bandas do sul são muito desarticuladas por natureza, mas era um grupo que, com o tempo, seria reconhecido, viraria cult. E não errei nisso. É uma banda que foi importante pra carreira do Los Hermanos, do Pato Fu, inspirou muita gente".
Em 1999, após o lançamento do álbum Chapinhas de Ouro (1998), a banda foi indicada ao Prêmio Açorianos de Música de melhor grupo musical. Algumas das canções da banda tornaram-se verdadeiros "clássicos" do rock gaúcho, como "Empregada", "Colégio interno", "Eu", "Nunca Diga" e "Amigo Punk". "Amigo Punk", composta em 1987 e lançada no álbum Coisa de Louco II (1995), foi indicada como melhor música ou canção no Prêmio Açorianos de Música de 1999, foi considerada um "hino afetivo da capital", e regravada por Wander Wildner no álbum La Canción Inesperada. A banda mineira Pato Fu regravou as músicas "Nunca Diga" (em Televisão de Cachorro), e "Eu" (em Ruído Rosa), que foi usada como música de trabalho, e cujo videoclipe recebeu o prêmio Vídeo Music Brasil da MTV, na categoria Melhor Videoclipe Pop.

## Discografia

### Álbuns de estúdio
- Coisa de Louco II (Banguela Records) (1995)
- Chapinhas de Ouro (Zoon Records) (1998)

### Álbuns ao vivo
- Graforréia Xilarmônica: Ao Vivo (Senhor F Discos / Estúdio Dreher Discos) (2006)

### Demos
- Com Amor, Muito Carinho (Vórtex) (1988)
- The Best of Graforréia Xilarmônica (Toca do Disco) (1994)
- Álbum Homem Branco (1998)

### Singles
- "Fazendeiros Ricos e Pobres Adultos"/"O Sapato e A Meia" (2008)
- "Chacundum Brega"/"Tantas Tendências" (2012)

### Participações em coletâneas
- A Vez do Brasil (Eldorado) (1993)
- A Música de Porto Alegre: Rock (Secretaria Municipal de Porto Alegre) (1993)
- Ipanema FM: As 15 Mais (1998)
- De: Emílio & Mauro - Para: Um Destruidor de Corações (Senhor F Discos) (2008)

## Integrantes

### Formação atual
- Frank Jorge - vocal, baixo
- Carlo Pianta - guitarra, vocal
- Marcelo Birck - guitarra, vocal
- Alexandre Birck - bateria

### Ex-integrantes
- Eduardo Christ - guitarra, vocal
- Tasso Ferreira - guitarra

## Prêmios e indicações

### Prêmio Açorianos
| Ano  | Categoria        | Indicação              | Resultado |
| ---- | ---------------- | ---------------------- | --------- |
| 1994 | Grupo Musical    | Graforréia Xilarmônica | Venceu    |
| 1998 | Grupo Musical    | Graforréia Xilarmônica | Indicado  |
| 1999 | Música ou Canção | Amigo Punk             | Indicado  |